# دیوید گیلبرت
دیوید گیلبرت (انگلیسی: David Gilbert؛ زادهٔ ۱۲ ژوئن ۱۹۸۱) اسنوکرباز حرفه‌ای اهل انگلستان است. او دو ماکزیمم بریک و بیش از ۳۰۰ بریک ۱۰۰ در کارنامه دارد.